# The Pet Store
Pour plus de détails, voir Fiche technique et Distribution.
The Pet Store est un dessin animé de Mickey Mouse produit par Walt Disney pour United Artists et sorti le 28 octobre 1933.

## Synopsis
Mickey est l'employé de Tony dans sa boutique d'animaux. Mais l'un des pensionnaires, Beppo le gorille, arrive à s'échapper de sa cage. Il prend en otage Minnie. Mickey se bat contre les animaux de la boutique afin de sauver sa fiancée.

## Fiche technique
- Titre original : The Pet Store
- Autres Titres[1] :
  - Allemagne : Die Zoohandlung
  - Suède : King Kongs överman
- Série : Mickey Mouse
- Réalisateur : Wilfred Jackson
- Voix : Walt Disney (Mickey), Marcellite Garner (Minnie)
- Producteur : Walt Disney, John Sutherland
- Distributeur : United Artists
- Date de sortie : 28 octobre 1933[2]
- Format d'image : Noir et Blanc
- Musique : Leigh Harline
- Son : Mono RCA Photophone
- Durée : 7 min
- Langue : (en)
- Pays :  États-Unis

## Commentaires
Le thème du film se rapproche beaucoup de celui du film Gare au gorille (The Gorilla Mystery, 1930), Mickey sauve encore Minnie du gorille Beppo.